# Beddgelert

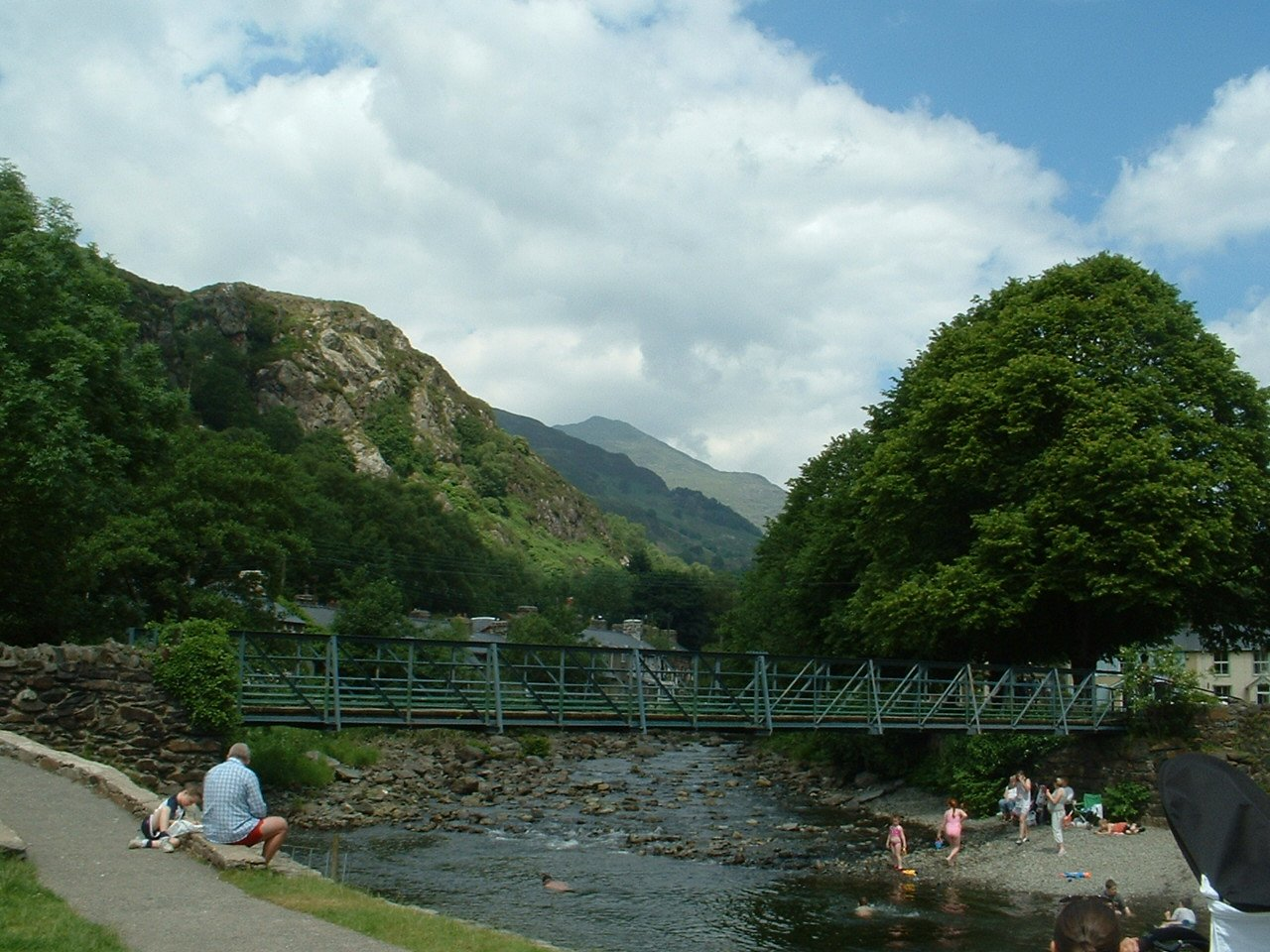
Sông Glaslyn ở Beddgelert

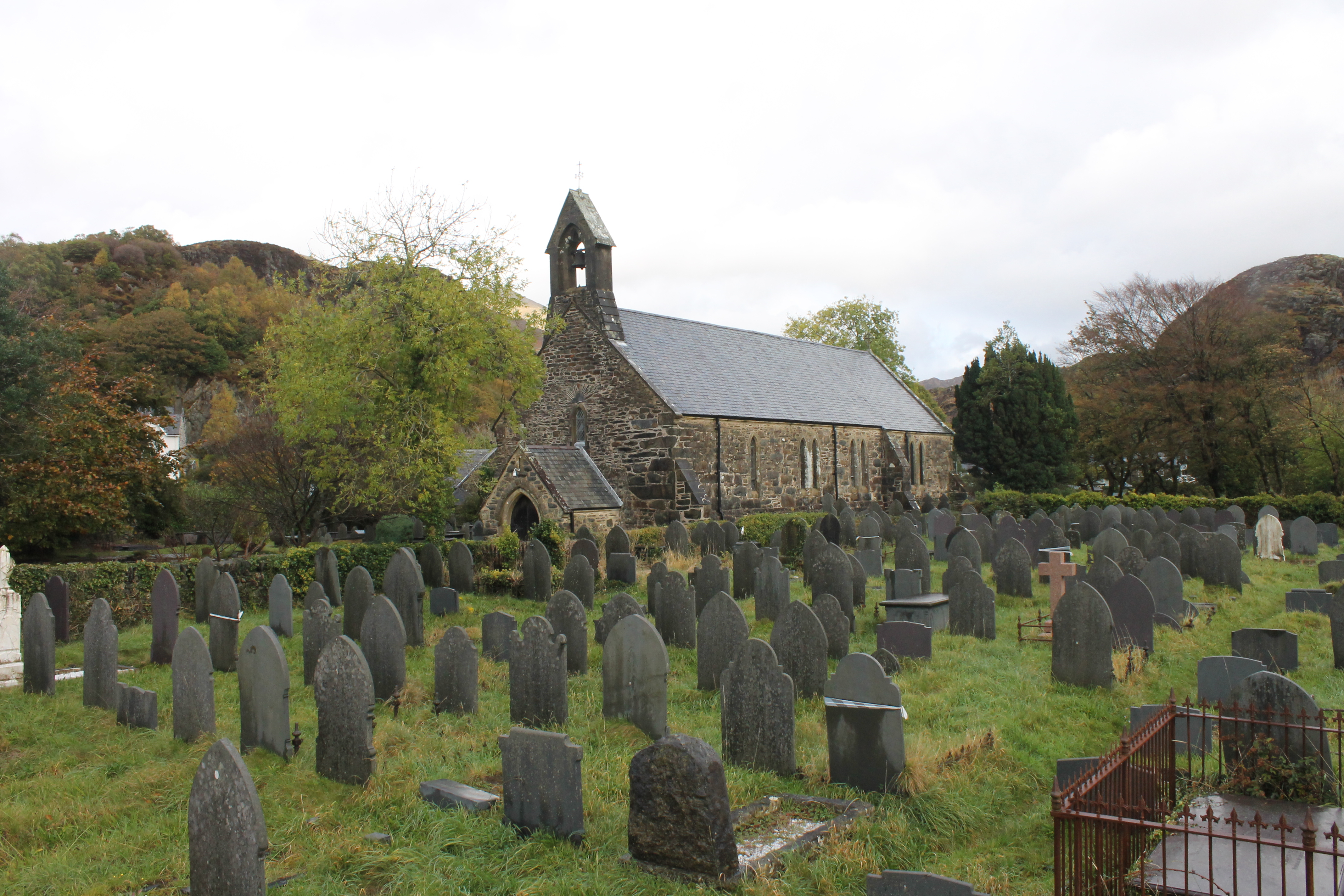
Nhà thờ Thánh Mary

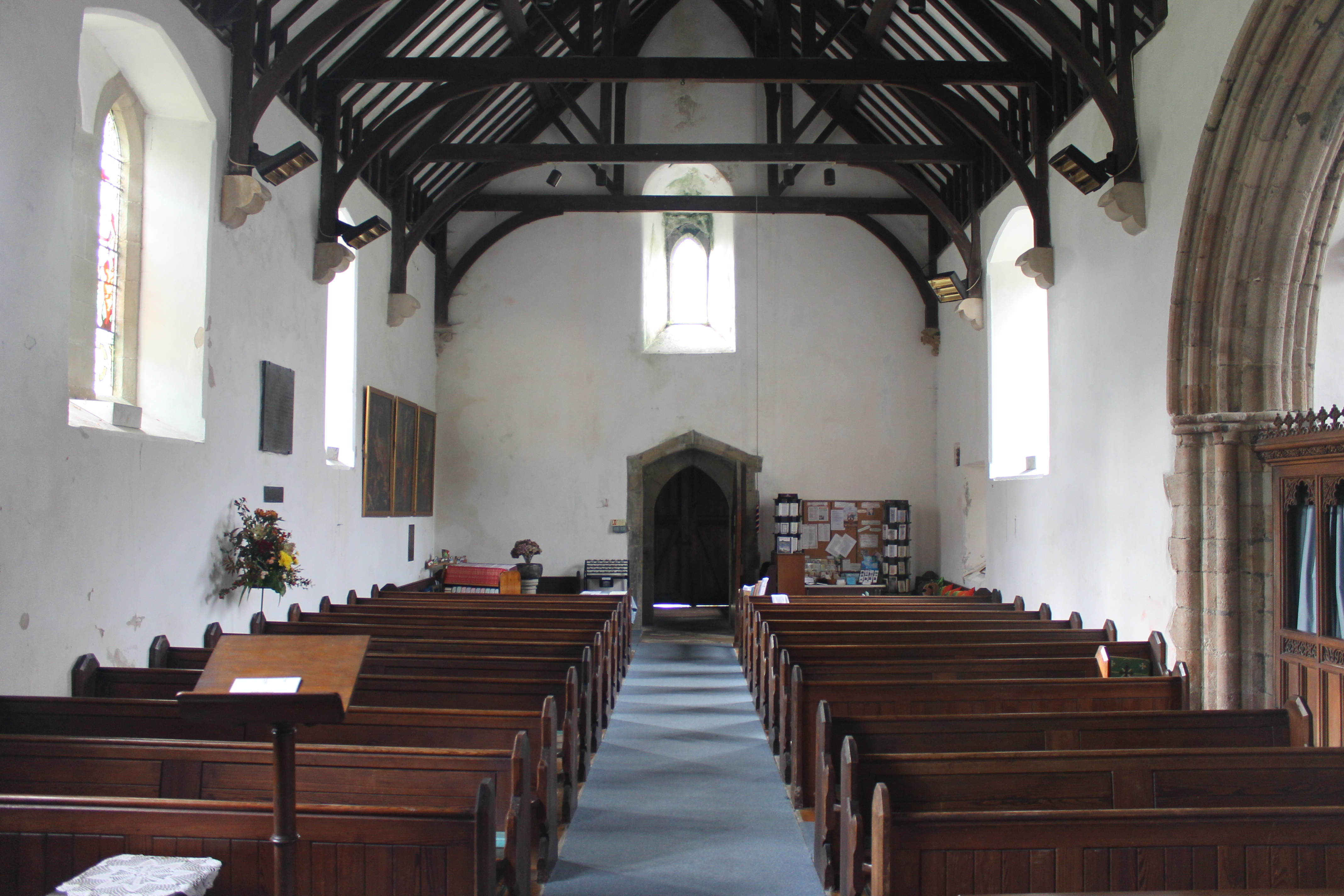
Bên trong nhà thờ Thánh Mary

Beddgelert (tiếng Wales: [bɛðˈgɛlɛrt] ⓘ liên_kết=| Về âm thanh này) là một ngôi làng và cộng đồng ở vùng Snowdonia của Gwynedd, Wales. Dân số của cộng đồng được thống kê từ cuộc điều tra dân số năm 2011 là 455 người. bao gồm Nantmor và Nant Gwynant. Người ta cho rằng nó được đặt tên theo truyền thuyết houndGelert. Cộng đồng lớn, có dân cư thưa thớt và có diện tích gần 86 km.

## Vị trí
Beddgelert nằm trong một thung lũng ở hợp lưu sông River Glaslyn và sông Colwyn. Ngay phía trên ngã ba sông, trong trung tâm ngôi làng, là một cây cầu đá cũ với hai mái vòm. Con sông Gwynant cũng nằm trong khu vực này; trùng với sông Colwyn dưới nơi mà người dân địa phương gọi là 'Pont Bren'; create ra sông Glaslyn. Nhiều ngôi nhà và khách sạn được xây dựng bằng đá đen địa phương. Về phía tây là Moel Hebog, những nước láng giềng ở phía bắc và một loạt các ngọn đồi lên đỉnh Snowdon. Một làn của đường A4085 giữa Caernarfon (13 dặm về hướng bắc) và Porthmadog (8 dặm về hướng nam) chạy qua ngôi làng.
Công ty thiết bị Gelert bắt nguồn từ Bryncir và chuyển đến Beddgelert nhưng sau đó dời trụ sở đến gần Porthmadog.

## Lịch sử
Câu chuyện dân gian về chú chó săn trung thành "Gelert" thường được gắn liền với ngôi làng. Một gò đất nổi lên trong làng được gọi là "Ngôi mộ của Gelert" và là một điểm du lịch thu hút khách đáng kể. Nhưng ngôi mộ được xây dựng bởi người chủ của khách sạn Goat vào cuối thế kỉ 18 But, David Pritchard, người đã tạo nên nó để khuyến khích khách du lịch. Những truyền thuyết tương tự có thể được tìm thấy ở các khu vực khác của Châu Âu và Châu Á.
Ngôi làng có lẽ được đặt theo tên của một nhà truyền giáo và lãnh đạo Cơ đốc giáo tên là Celert (or Cilert) người đã định cư ở đây vào đầu thế kỉ thứ 8. Ghi chép sớm nhất về cái tên Beddgelert xuất hiện trên một tài liệu ghi vào năm 1258, và tên được ghi lại là "Bekelert". Trong một tài liệu năm 1269 nó được ghi là "Bedkelerd".
Nhà thờ Thánh Mary nằm ở cuối Stryd yr Eglwys (Phố nhà thờ). Nơi đây ban đầu là một phần của tu viện Augustinian (nhà nguyện), nhưng nó là tất cả những gì còn lại kể từ khi phần còn lại của tu viện bị thiêu rụi trong cuộc chiến của Edward I. Việc xây dựng lại có lẽ chưa được hoàn thành vào thời điểm tu viện bị đàn áp vào khoảng năm 1536. Các phần của tòa nhà có niên đại từ thế kỉ 12 và vẫn đang được sử dụng cho đến ngày nay.

## Nền kinh tế và những điểm tham quan
Beddgelert là một điểm thu hút khách du lịch quan trọng, một cây cầu đẹp như tranh bắc ngang qua sông Colwyn ngay phía thượng nguồn nơi hợp lưu với sông Glaslyn.Đây cũng là ngôi làng gần nhất với hẻm núi Glaslyn tuyệt đẹp, một khu vực sông có dòng chảy xiết chảy qua giữa những ngọn đồi có nhiều cây cối dốc đứng. Tuy nhiên, phần lớn diện tích đất bị xâm chiếm bởi loài thực vật ngoại lai, Rhododendron ponticum, đây là loài nở những đóa hoa màu hồng vào tháng 5 và tháng 6, nhưng chúng đang dần tàn phá hệ thực vật bản địa. Những nỗ lực đã được thực hiện nhằm khống chế sự phát triển của những loài thực vật này bằng cách cắt và đốt cháy chúng.
Mực nước trên sông Glaslyn ở Beddgelert được cơ quan về môi trường theo dõi liên tục để đưa ra cảnh báo về tình trạng lũ lụt dưới thung lũng.
Beddgelert có một loạt khách sạn với những quán bar công cộng, nhà nghỉ, quán cà phê và nhà hàng. Bãi đậu xe trong làng cung cấp tuyến đường đi lại dễ dàng nhất để leo lên Moel Hebog, ngọn núi nhìn thẳng ra làng.
Một phần của đường sắt cao nguyên xứ Wales đã được khôi phục chạy qua làng. Vào tháng 4 năm 2009, nhà ga đường sắt đã được mở cửa trở lại. Đường liên kết làng với Caernarfon đến phía bắc và Porthmadog đến phía nam.
Các điểm tham quan địa phương khác bao gồm Mỏ đồng Sygun.
Ngôi làng cũng gắn liền với những câu chuyện về gấu Rupert,như Alfred Bestall đã viết và minh họa một số câu chuyện khi ông sống ở ngôi làng, trong một ngôi nhà nhỏ dưới chân Mynydd Sygun. Thậm chí còn có một khu vực nhỏ được gọi là 'Vườn Rupert' trong làng, dành riêng cho gấu, cách nhà cũ của Alfred Bestall một quãng đi bộ ngắn.
Nhiều bộ phim đã sử dụng những phong cảnh xunh quanh Beddgelert; đáng chú ý nhất là The Inn of the Sixth Happiness do Ingrid Bergman thủ vai chính. Các bộ phim hiện đại khác như Tomb Raider 2: Lara Croft và the Cradle of Life cũng đã được quay tại đây với sự tham gia của Angelina Jolie.

## Những ý kiến đáng chú ý ở địa phương
Những con bài nổi tiếng sống trong khu vực vào thế kỷ 15- 16 bao gồm Dafydd Nanmor, Rhys Nanmor và Rhys Goch Eryri. Gần đây hơn, từ thế kỷ 19 đến thế kỷ 20 cả Glaslyn và Carneddog đều sống ở Nantmor. Hiện tại Nantmor vẫn còn là nhà của những nhà thơ, bao gồm Nia Powell và Cynan Jones.
Người phụ nữ mạnh mẽ kiêm nghệ sĩ đàn hạc Marged ferch Ifan được cho là sinh ra tại đây khi cô được rửa tội tại nhà thờ địa phương vào năm 1969.
Alfred Bestall, một trong những họa sĩ minh họa và là người kể chuyện về nhân vật truyện tranh gấu Rupert,đã sống ở làng trong nhiều năm.

## Thiên thạch Beddgelert
Vào ngày 21 tháng 9 năm 1949, một thiên thạch đã va vào khách sạn Prince Llewelyn vào sáng sớm, gây hư hại mái nhà và một phòng ngủ của trong khách sạn. Vào tuần sau đó, Caernarvon & Denbigh Herald đã báo cáo vụ việc:
SỰ VIỆC KÌ LẠ ĐÃ XẢY RA.- Khoảng 3 giờ sáng ngày 21 tháng 9, một mảnh kim loại nặng khoảng 5 pound rơi qua mái nhà của khách sạn Prince Llewelyn xuống một phòng ngủ bên dưới. Tiếng ồn ào đã được nghe thấy khắp nơi trong ngôi làng và cho đến nay vẫn chưa có lời giải thích nào về điều bí ẩn đang xảy ra.

Chủ sở hữu của khách sạn, ông Tillotson, sau đó đã bán một nửa thiên thạch cho bảo tàng Anh và một nửa cho đại học Durham, nơi đã đăng một quảng cáo trên các tơ báo địa phương yêu cầu cung cấp thông tin và tặng thưởng cho bất kì mảnh vỡ nào thu hồi được của thiên thạch.
Có duy nhất hai thiên thạch từng rơi ở xứ Wales: sự cố thiên thạch Beddgelert, và một sự cố cách đó mười bốn dặm ở Pontllyfni vào năm 1931, ở đầu kia của Nantlle Ridge.